# Joaquim Llach Ramisa
Joaquim Llach Ramisa (Olot, 28 de gener de 1964) va ser un ciclista català que fou professional entre 1987 i 1992. Va aconseguir pujar al podi en curses com la Setmana Catalana i l'Escalada a Montjuïc.

## Palmarès
- 1984
  - 1r a la Volta Internacional a la Província de Lleida
- 1990
  - 1r al Trofeu Joan Soler
- 1991
  - 3r a la Setmana Catalana
  - 2n a l'Escalada a Montjuïc
  - 1r al Trofeu Joan Soler

### Resultats a la Volta a Espanya
- 1987. Abandona
- 1989. 86è de la classificació general
- 1990. 65è de la classificació general
- 1991. Abandona
- 1992. 68è de la classificació general